# Eucodonia verticillata
Eucodonia verticillata là một loài thực vật có hoa trong họ Tai voi. Loài này được (M.Martens & Galeotti) Wiehler mô tả khoa học đầu tiên năm 1976.